# Josephus Laurentius Dyckmans

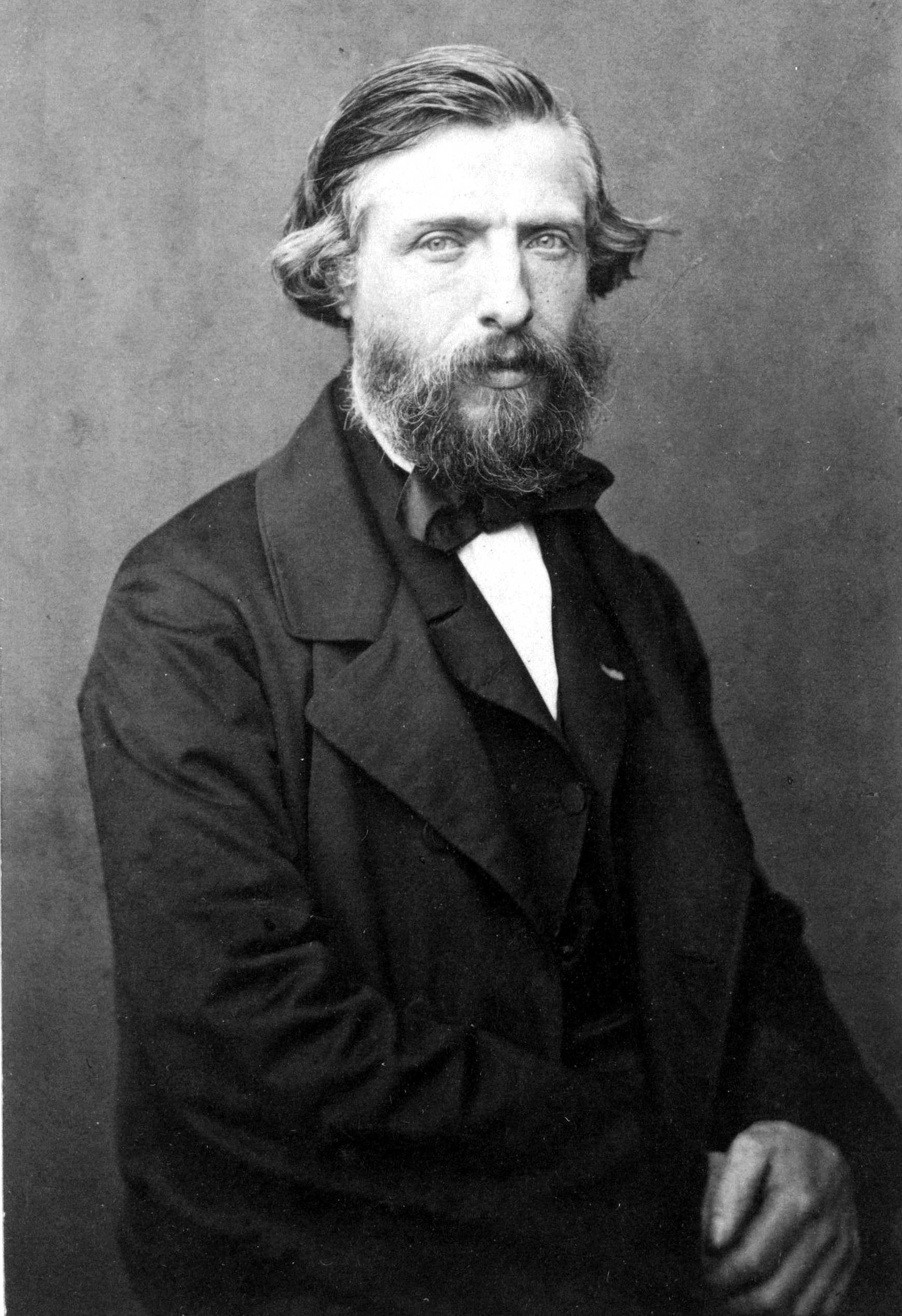
J.L. Dyckmans, c. 1857–1870

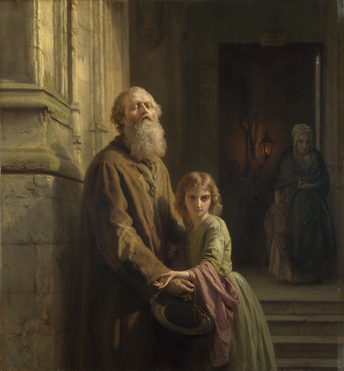
Josephus Laurentius Dyckmans: Der blinde Bettler, 1853

Josephus Laurentius Dyckmans, auch Joseph (Jozef) Laurent Dyckmans (* 9. August 1811 in Lier; † 8. Januar 1888 in Antwerpen), war ein belgischer Maler.

## Leben und Werk
Josephus Laurentius Dyckmans studierte zunächst an der Kunstakademie in Lier bei Veeroort und M. G. Thieleman, bevor er an die Koninklijke Academie voor Schone Kunsten Antwerpen wechselte, wo ihn der Maler Gustaaf Wappers unterrichtete. Anfänglich auch als Dekorationsmaler tätig, wandte sich Dyckmans unter dem Einfluss von Wappers der Historienmalerei und der Darstellung von Genrestücken zu, was ihm schon bald den Beinamen „flämischer Gerard Dou (de Vlaamse Gerard/Gerrit Dou)“ einbrachte.
Mit großem Erfolg stellte er 1834 in Antwerpen sein Gemälde Liebesbekenntnis aus, 1836 erhielt er im Salon von Brüssel eine Silber-Medaille. Von 1840 bis 1854 wirkte Dyckmans als Professor an der Akademie in Antwerpen. Auslandsreisen sind für das Jahr 1841 nach Paris und Amsterdam belegt. Ab 1843 war er Mitglied der Antwerpener Akademie, ab 1847 gehörte er darüber hinaus der Académie royale de Belgique an.
Zu den bekanntesten Werken des Künstlers gehört sein 1852 entstandenes Gemälde Der blinde Bettler (Königliches Museum der Schönen Künste, Antwerpen). Wie bei verschiedenen anderen Werken fertigte Dyckmans hiervon in den Folgejahren verschiedene Versionen an. In seinen Porträts zeigte er Personen aus unterschiedlicher gesellschaftlichen Schichten, ohne hierbei sozialkritische Ziele zu verfolgen. Seine Bilder zeigen meist harmonische Szenen, die an biedermeierliche Salonbilder erinnern. In genauester Feinmalerei ausgeführt, weisen seinen Arbeiten eine harmonische Farbgebung aus, wie sie auch im Werk von Ernest Meissonier zu finden sind. Neben Porträts gehören Landschaftsbilder, Stadtansichten und Blumenbilder zu seinem Gesamtwerk. Weiterhin schuf er eine Anzahl Grafiken.
Von 1846 bis 1869 stellte er regelmäßig in der Londoner Royal Academy of Arts aus und verkaufte zahlreiche Werke nach Großbritannien. Joseph Laurent Dyckmans wurde 1870 als Offizier des Leopoldsorden ausgezeichnet. 1847 wurde er korrespondierendes Mitglied der Académie royale des Sciences, des Lettres et des Beaux-Arts de Belgique. Zu seinen Schüler gehörten Wilhelm Busch, Friedrich Karl Hausmann, Emil Hünten, Jean Moeselagen, Paul Weber und Jan Frederik Pieter Portielje.

## Werke
- Der blinde Bettler, 1852, Königliches Museum der Schönen Künste, Antwerpen
- Der Erstgeborene, 1881, Russell-Cotes Art Gallery & Museum, Bournemouth
- Alte Frau bei der Andacht, 1870, Williamson Art Gallery and Museum, Birkenhead
- Der blinde Bettler, 1875, The McManus, Dundee
- Großmutters Geburtstag, 1867, Victoria and Albert Museum, London
- Der blinde Bettler, 1853, National Gallery London